# Очі Верхнього світу (роман)
«Очі Верхнього світу» (англ. The Eyes of the Overworld) — книга Джека Венса, опублікована у 1966 році. Це друга книга з серії, що належить до світу «Вмируща Земля». На відміну від попередньої книги, «Очі чужого світу» — цілісне оповідання з єдиною сюжетною лінією.
У 1974 році Майкл Ші написав авторизоване продовження пригод Кугеля — «У пошуках Сімбіліса». У 1983-му Джек Венс написав свою власну продовження — «Сага про Кугеля», і таким чином з'явилися дві альтернативні версії подальшого розвитку історії.

## Сюжет

### Основні розділи
1. Верхній світ
2. Сил
3. Гори Магнат
4. Чарівник Фарзем
5. Пілігрими
6. Печера у лісі
7. Дім Юкоун

### Короткий зміст
За порадою торговця Фіаностера, злодій-авантюрист Кугель намагається пограбувати будинок могутнього мага Юкоуну, відомого також як «Маг, що сміється» за своє почуття гумору. Бувши пійманим, в обмін на свою свободу Кугель погоджується виконати доручення чарівника й дістати для нього чарівний касп (лінзу), що раніше використовувалася божеством з Верхнього Світу Андерхердом для спостереження за світом Землі. Щоб гарантувати повернення Кугеля і виконання доручення, Юкоун поміщає в його тіло розумного паразита, покритого шипами і колючками — Фіркса, потім використовує заклинання для перенесення Кугеля у віддалену землю Катц.
На березі моря Кугель знаходить два поселення. Очі жителів одного з них покриті чарівними лінзами; вони проводять свої дні в неробстві, жителі іншого села займаються постачанням першого села продуктами харчування і всім необхідним в обмін на право отримати чарівні лінзи після смерті кого-небудь з їх власників і самим переселитися в це село. Також Кугель дізнається, що Каспій змінював сприйняття навколишньої дійсності, значно прикрашав її. Таким чином, старі халупи здаються власникам Каспію розкішними палацами, сочевиця і в'ялена риба — вишуканими і різноманітними стравами, і т. Д. Скориставшись смертю одного з власників Каспію, Кугель краде одяг селянина з сусіднього села і видає себе за першого в черзі претендента на отримання Каспію. Роздобувши одну лінзу, Кугель рятується втечею від розгніваних жителів поселення.
Через деякий час, йдучи берегом моря, він бачить старого, котрий терпляче просіює пісок через сито. Від морських жителів Кугель дізнається, що старого звуть Слай і в піску він шукає амулет, колись втрачений одним з його предків — правителем Будинку Домбера. У результаті цього рід Слая втратив своє становище, а Домбером в цей час править Дерва Корем. Проходячи повз старого, Кугель випадково знаходить цей самий амулет, але не віддає його Слаю, оскільки того нічого запропонувати натомість. На ніч Кугель знаходить укриття в палаці Дерво Корема, де його, завдяки амулетові, приймають за правителя Будинку Домбер, що прийшов заявити про свої права. Однак незабаром Дерва Корем розуміє, що Кугель самозванець і не вміє користуватися укладеною в амулеті магією. Вона наказує козакам убити Кугеля і забрати амулет. У розпочатій сутичці Кугель допомагає Слай, який в обмін на амулет рятує його життя. Ставши власником амулета, Слай виганяє Кугеля і Дерву Корем з Домбера.
Через деякий час Кугель і Дерва Корем виходять на берег річки, де зустрічають групу людей, які називають себе бузіакамі. В обмін на переправу через річку і вказівку дороги через ліс (які насправді виявилися всього лише дрібною річкою і невеликим гаєм дерев) вони вимагають у Кугеля віддати жінку. Кугель погоджується, попри протести останньої. Уже віддавши Дерво Корем Кугель починає розуміти що бузіакі спритно провели його, але під впливом надхожих сутінків вирішує продовжити шлях. Взявши в полон напавшого на нього деоданда, Кугель змушує його служити провідником і приходить в невелике поселення в горах Магнаца під назвою Вуллі.
Прихід Кугеля збігся зі стратою дозорного, що виконував традиційний обов'язок з охорони селища від легендарного велетня Магнаца. Гетьман селища значно прикрасив Кугелю переваги вакантної посади, і він погоджується стати новим дозорним. В результаті Кугель виявився знову обманутим: він замкнений у вежі високо над селищем, де єдиним його розвагою стає спостереження за околицями і звідки він не міг спуститися самостійно. Він отримує мізерну їжу і нічого з обіцяних гетьманом багатств і влади. Через деякий час Кугель зумів втекти з башти. Викравши з селища дівчину Марлінку (яка за обіцянкою гетьмана повинна була стати його дружиною) і мішок з коштовностями, Кугель пливе в човні через озеро. У цей час збувається давнє пророцтво: як тільки селище залишиться без дозорного, Магнац повернеться. Пробуджений Магнац встає з дна озера і рухається в Вуллі. В піднявся хвилюванні човен перекидається, Марлінка гине, Кугель ледве вдається дістатися неушкодженим до берега.
По дорозі додому Кугель стикається з іншими різноманітними небезпеками, яких йому вдається уникнути, переважно, завдяки своїй хитрості і вмінню використовувати оточуючих людей до своєї власної вигоди.
Після повернення в Альмерії в особняку Юкоуну Кугель виявляє, що якимось чином паразит того ж роду, що і Фіркса, заволодів тілом Юкоуну. Зумівши цим скористатися, Кугель бере Юкоуну в полон, запечатує його в посудину, і стає господарем особняка і всіх його багатств. Через деякий час Кугель вирішує покарати Юкоуну, відправивши його у вигнання подібне до того якого зазнав сам. Однак при прочитанні заклинання на даху особняка він плутає слова і замість Юкоуну викликаний демон вистачає самого Кугеля. Після тривалої подорожі демон кидає Кугеля на березі моря в тому ж самому місці, в якому він опинився на початку розповіді.